# Imaclava pilsbryi
Imaclava pilsbryi é uma espécie de gastrópode do gênero Imaclava, pertencente a família Drilliidae.